# Walki o Kępę Radwankowską
Walki o Kępę Radwankowską – walki żołnierzy 2 pułku piechoty 1 Dywizji Piechoty im. Tadeusza Kościuszki stoczone w dniach 22–26 sierpnia 1944 roku o uchwycenie przyczółków na Wiśle w rejonie Góry Kalwarii.
Na przełomie lipca i sierpnia 1944 roku środkowa Wisła została sforsowana przez Armię Czerwoną, która opanowała przyczółki pod Warką, Kazimierzem Dolnym i Sandomierzem. 1 Armia Wojska Polskiego, po nieudanych próbach sforsowania Wisły na kierunku Dęblin–Puławy, 9 sierpnia przegrupowała się w rejon przyczółka warecko-magnuszewskiego. Tutaj poszczególne pułki próbowały uchwycić przyczółki do natarcia.

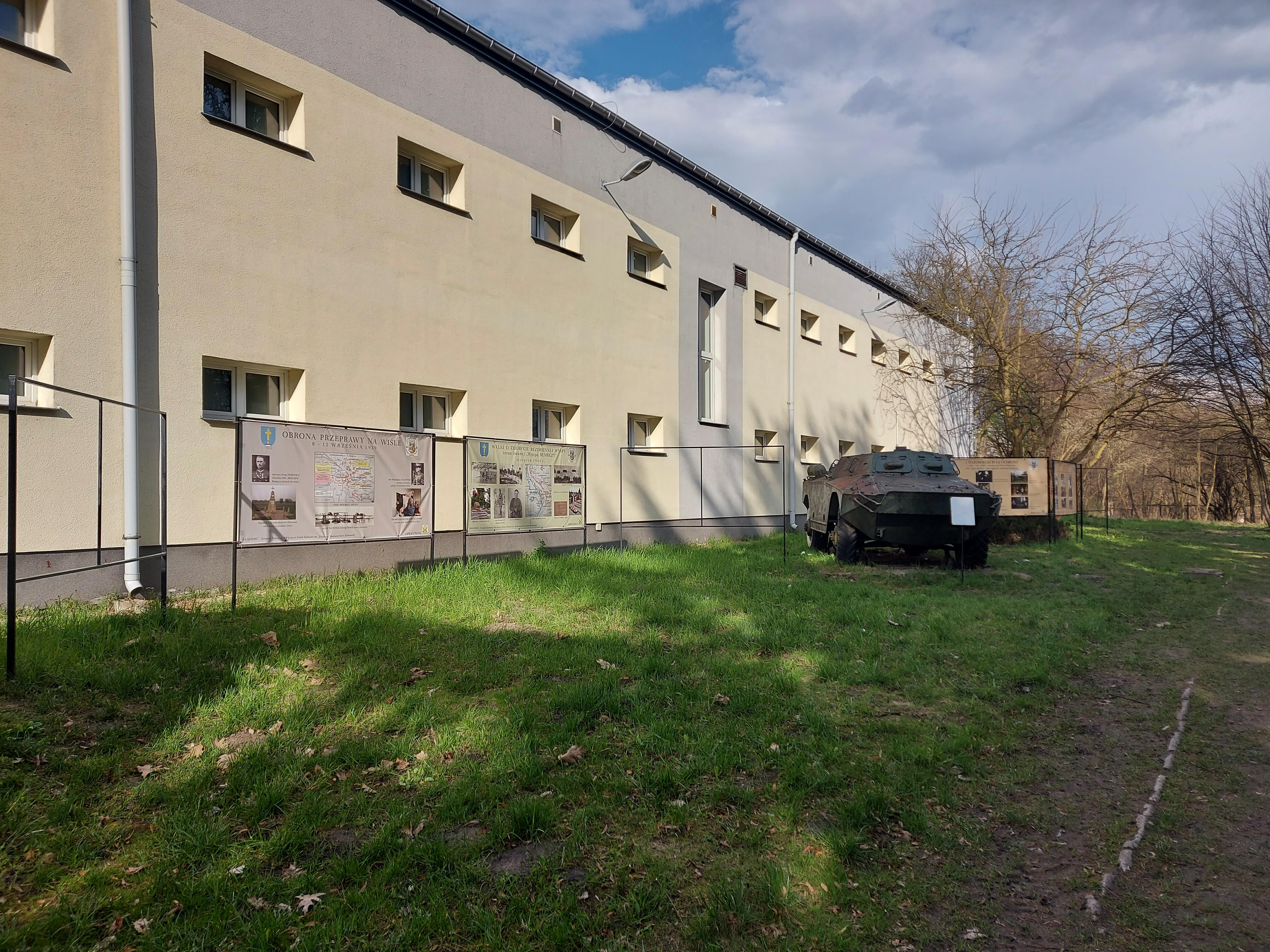
Wystawa plenerowa w Górze Kalwarii dotycząca walk o zdobycie wyspy we wrześniu 1939 r. i sierpniu 1944

W dniach 22–26 sierpnia 2 pułk piechoty z 1 Dywizji Piechoty stoczył walki o przyczółek pod Kępą Radwankowską z oddziałami niemieckiej 9 Armii. 22 sierpnia 7 kompania 3/2 pp uchwyciła bezimienną wyspę na Wiśle, położoną na wysokości Kępy Radwankowskiej. W następnych dniach wyspę atakowały niemieckie bataliony szturmowe, wsparte ogniem artylerii i moździerzy. Kompania odpierała ataki. W nocy 25/26 sierpnia na wyspę przeprawiła się reszta sił 3 batalionu. 26 sierpnia 3 batalion wsparty ogniem artylerii, podjął natarcie i prowadził dalej zacięte walki odpierając Niemców. Mimo znacznych strat, batalion utrzymał wyspę. Zginął dowódca batalionu mjr Jan Rembeza i trzech dowódców kompanii. Wyspa, na której toczyła się walka, została później nazwana jego imieniem.
W nocy na 1 września 3 batalion opuścił wyspę, zluzowany przez oddziały 17 Gwardyjskiej Dywizji Kawalerii Armii Czerwonej.
W walkach zginęło ponad 180 żołnierzy polskich. W 1969 roku odsłonięto pomnik poległych żołnierzy 2 pp.
Walki o Kępę Radwankowską zostały upamiętnione na Grobie Nieznanego Żołnierza w Warszawie, napisem na jednej z tablic w okresie po II wojnie światowej: "Kępa Radwankowska 22–26 VIII 1944".